# Александрувский повет
Александрувский повет (пол. Powiat aleksandrowski) — повет (район) в Польше, входит как административная единица в Куявско-Поморское воеводство. Центр повета — город Александрув-Куявски. Занимает площадь 475,61 км². Население — 55 573 человека (на 31 декабря 2015 года).

## Административное деление
- города: Александрув-Куявски, Цехоцинек, Нешава
- городские гмины: Александрув-Куявски, Цехоцинек, Нешава
- сельские гмины: Гмина Александрув-Куявски, Гмина Бондково, Гмина Конецк, Гмина Рацёнжек, Гмина Ваганец, Гмина Закшево

## Демография
Население повета дано на 31 декабря 2015 года.
| Перепись            | Всего  | Мужчины | Женщины |
| ------------------- | ------ | ------- | ------- |
| Всего               | 55 573 | 26 947  | 28 626  |
| Городское население | 25 006 | 11 653  | 13 353  |
| Сельское население  | 30 567 | 15 294  | 15 273  |